# Erica Terpstra
Erica Georgine Terpstra, född 26 maj 1943 i Haag, är en nederländsk politiker och före detta simmare.
Terpstra blev olympisk silvermedaljör på 4 x 100 meter medley vid sommarspelen 1964 i Tokyo.